# Histiophryne psychedelica
Histiophryne psychedelica (лат.) — вид лучепёрых рыб из семейства клоуновых. Впервые обнаружен в 2008 году у берегов острова Амбон в Индонезии. 

## Описание
Вид был описан в 2009 году ихтиологами из Вашингтонского университета в Сиэтле Тедом Питчем (англ. Ted Pietsch), Рейчелом Арнольдом (англ. Rachel Arnold) и Дэвидом Холлом (англ. David J. Hall) в научном журнале Copeia, где акцентировалось внимание на необычном внешнем виде рыбы, из-за которого было дано видовое название "psychedelica". Может достигать длины до 15 см. Кожа дряблая и мясистая, выделяющая слизь и без чешуи, покрытая множеством складок для защиты от острых лучей кораллов. Кожа также покрывает спинной и боковые плавники.
В отличие от большинства других удильщиков, Histiophryne psychedelica не имеет иллиция и обладает уменьшенным ртом.
Тело покрыто узором, состоящим из полос желтовато-коричневого и бледно-желтого цветов. Узор покрывает всё тело, кроме скрытой части вокруг губ, показывающейся в момент вытягивания рта (эта область тела окрашена в однотонный светлый цвет). По краям тела кожа может быть окрашена в бирюзовый цвет.; природа этого отклонения до конца не ясна. В то время как часть клоуновых способна менять цвет, Histiophryne psychedelica не способен проделывать это даже в случае смены места обитания. При этом потомство сохраняет узор, характерный для своего вида. Цветовая гамма каждой рыбы уникальна, что позволяет без труда отслеживать и идентифицировать ту или иную особь в дикой природе.
Морда Histiophryne psychedelica сплющена, щёки и подбородок расширены в стороны. Рыба способна вытягивать свою голову и пасть вперёд, придавая телу более вытянутую форму, характерную для более крупных рыб.

## Образ жизни
Поведение рыбы не менее необычно, чем её внешний вид. В отличие от других рыб, которые плавают, этот вид, как и другие клоуновые, движется словно прыгая, отталкиваясь от дна грудными плавниками и выталкивая воду из жаберных щелей, создавая реактивную тягу. Вследствие того, что хвост рыбы изогнут в сторону он не может прямо направлять движение тела и оно колеблется из стороны в сторону. Также рыба может ползать по дну с помощью грудных плавников, перебирая ими как ногами. Обитает на глубине от 5 до 7 м. Хищный вид. Питается мелкими животными.

## Размножение
Рыба откладывает около 220 икринок. Как и другие представители рода Histiophryne, этот вид охраняет кладку. Продолжительность инкубационного периода неизвестна.